# Rome (Nova York)
Rome és una població dels Estats Units a l'estat de Nova York. Segons el cens del 2000 tenia 34.950 habitants.

## Demografia
Segons el cens del 2000, Rome tenia 34.950 habitants, 13.653 habitatges, i 8.328 famílies. La densitat de població era de 180,1 habitants per km².
Dels 13.653 habitatges en un 28,1% hi vivien nens de menys de 18 anys, en un 42,6% hi vivien parelles casades, en un 13,9% dones solteres, i en un 39% no eren unitats familiars. En el 33,2% dels habitatges hi vivien persones soles el 14,6% de les quals corresponia a persones de 65 anys o més que vivien soles. El nombre mitjà de persones vivint en cada habitatge era de 2,3 i el nombre mitjà de persones que vivien en cada família era de 2,93.
Per edats la població es repartia de la següent manera: un 22,1% tenia menys de 18 anys, un 8,5% entre 18 i 24, un 29,9% entre 25 i 44, un 22,3% de 45 a 60 i un 17,2% 65 anys o més.
L'edat mediana era de 38 anys. Per cada 100 dones de 18 o més anys hi havia 105 homes.
La renda mediana per habitatge era de 33.643 $ i la renda mediana per família de 42.928 $. Els homes tenien una renda mediana de 31.635 $ mentre que les dones 23.899 $. La renda per capita de la població era de 18.604 $. Entorn del 12% de les famílies i el 15% de la població estaven per davall del llindar de pobresa.

## Poblacions més properes
El següent diagrama mostra les poblacions més properes.